# Sayuelo
Se llama sayuelo a una prenda suelta y corta de mujer, generalmente con mangas, que cubría el busto y llegaba hasta la cadera. Podía llevarse suelto o recogido por delante con cordones o algún otro elemento a modo de ceñidor. Fue una prenda muy extendida en los siglos XVI y XVII.
El sayuelo era una prenda típicamente agrícola, utilizado por las labradoras. Sus tejidos y colores se combinaban con los de la saya o basquiña sobre la que se ponía. Su amplio escote mostraba las partes ornamentadas de la camisa que también asomaba por las mangas. No obstante, algunos modelos podían no llevabar mangas o llevarlas desmontables en cuyo caso eran del mismo color que el cuerpo. 
El sayuelo se fabricaba en tejidos de diferente calidad en función de la riqueza de su dueña, desde estameña para los más baratos hasta paño fino para los más ricos. Finalmente, cayó en desuso desplazado por el jubón.
- Vended mi buey.
- ¿Cuál? 
- El bayo. 
- ¿Hay tal locura? ¡El bayuelo!
¿Tal alhaja has de vender
para dar a una mujer
una basquiña y sayuelo?
Lope de Vega
Los embustes de Celauro
- Datos: Q6122265